# Töreky Ferenc
Töreky Ferenc (Nemesvita, 1922. november 17. – Budapest, 2016. december 19.) magyar tervezőgrafikus, képzőművész.

## Pályafutása
Iskoláit Nemesvitán kezdte. 1936-tól Pápára járt az Állami Tanítóképző Intézetbe, ahol 1942-ben szerzett tanítói oklevelet. 1944-ig Újvidéken, majd 1945 és 1946 között a tapolcai polgári fiúiskolában tanított, és a Gyermeklélektani Intézet külső munkatársaként is tevékenykedett.

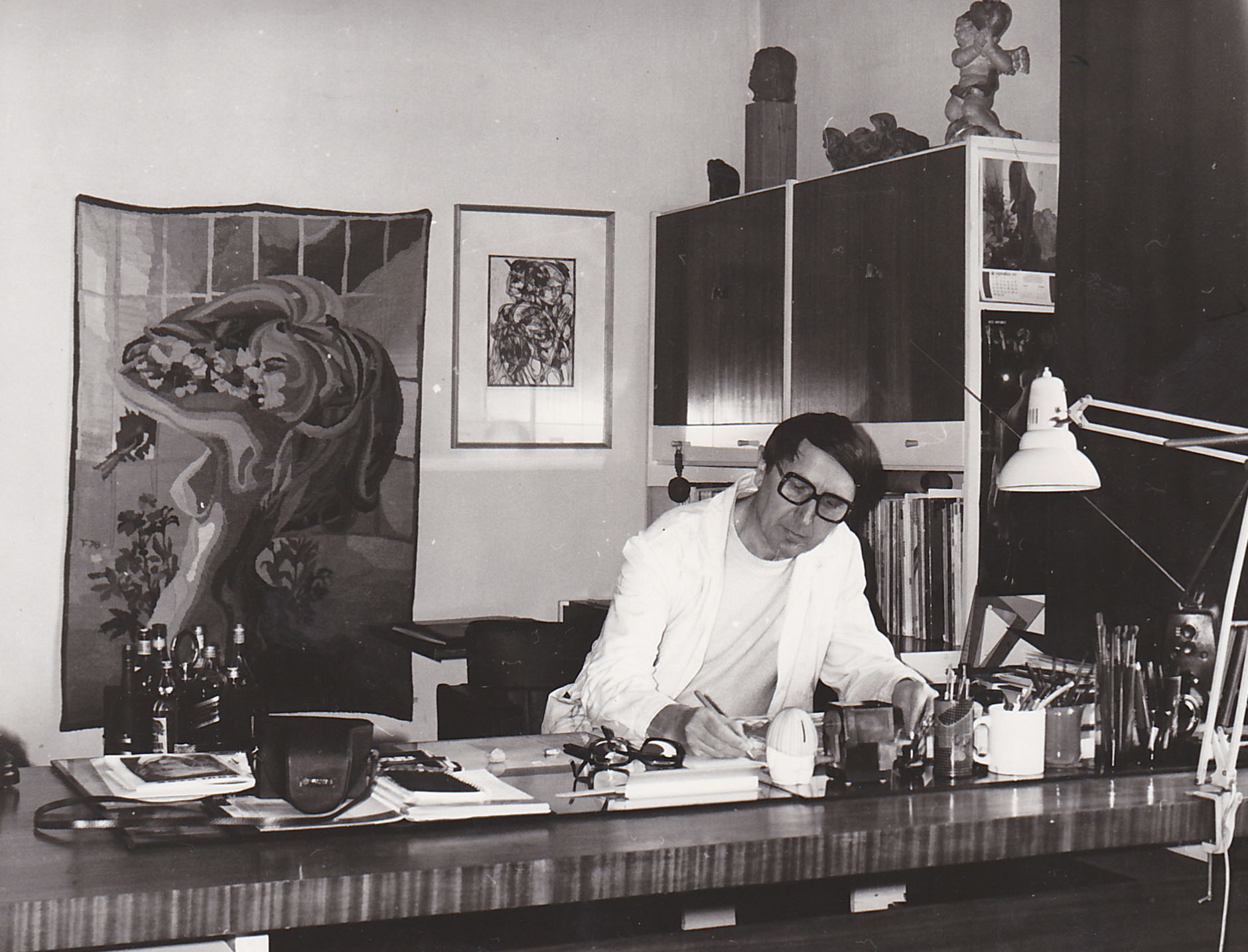
Töreky Ferenc Városligeti fasori műtermében

1947-ben felvételt nyert az Iparművészeti Akadémia grafikai szakosztályára, ahonnan a második tanév után átvették a Képzőművészeti Főiskolára. Itt kapta meg az okleveles grafikusművész címet 1952-ben. Tanárai között volt Barcsay Jenő, Hincz Gyula és Koffán Károly, ám valódi mesterének Konecsni Györgyöt tekintette, aki – Ék Sándor főtanszakvezető közreműködésével – megakadályozta kizárását a főiskoláról. Hozzájárult Töreky grafikusi pályájának indulásához azáltal, hogy őt  javasolta a Mezőgazdasági Kiállítások művészeti vezetői posztjára, melyet öt éven keresztül be is töltött.
Összesen száznál többre tehető azoknak a bel- és külföldi vásároknak, kiállításoknak, termékbemutatóknak a száma, melyek látványát Töreky tervezte és valósította meg. Az Országos Mezőgazdasági Kiállítás és Vásár kiállítói díját két alkalommal elnyerte, és volt a Budapesti Nemzetközi Vásár díjazottja is. A Protenvita Nemzetközi Környezetvédelmi Kiállítás előkészítéséért és kivitelezéséért Bulgáriában díjat kapott.
Művészeti látókörének szélesítése érdekében tanulmányúton járt Lengyelországban, Németországban, az Amerikai Egyesült Államokban és Olaszországban.
Jelentős naptárművészeti tevékenysége: Magyar költők szerelmes versei; Villon–Faludy; Dionüszosz; Az Ezeregyéjszaka meséi; Neruda: Száz szerelmes szonett; Európé; Bor, szerelem, költészet; Zodiákus stb. Tervezett és illusztrált könyveket: Az asszony és a szerelem; Az illatos kert; Paráznák és szoknyapecérek; Szex-lex; Fiatalok, szerelem, szex. Sok illusztrációja jelent meg az Alföld folyóiratban. Üvegfestményeket készített intézmények (szálloda, bank, étterem) és magánmegbízók számára. Gobelinterveit felesége szőtte meg. Mecénásai jóvoltából művei eljutottak Németországba, Kanadába, Írországba, Svédországba, Hollandiába és Hongkongba.
Legalább harminc hazai és külföldi egyéni kiállítása volt. Műveivel szerepelt a Varsói, Brnói és Belgrádi Plakátbiennálén, illetve számos hazai grafikai és képzőművészeti tárlaton.
Az anyavállalatok megszűnéséig vezette a Hungalu Magyar Alumíniumipari Tröszt és a Kontakta Alkatrészgyár grafikai és formaképzési stúdióit. A Könnyűipari Szerelő és Építő Vállalat, valamint a Ganz Villamossági Művek is felkérte kiállításainak és vizuális arculatának megtervezésére. A HungarHotels számára több szálloda arculat- és látványtervét elkészítette.
A Képzőművészeti Kiadó naptár, levelezőlap, játék és fotóművészeti részlegének tanácsadója, zsűrijének szakértője, illetve A Magyar Hirdető Artpack osztályának csomagolásművészeti tanácsadója és szakmai zsűrijének vezetője volt. A Képző- és Iparművészeti Lektorátus állandó grafikai szakértője volt évtizedeken keresztül. Kilenc éven át a Grafikusművészek Derkovits Gyula Alkotóközösségének művészeti vezetője volt.
Tagja volt a Magyar Alkotóművészek Országos Egyesülete választmányának, több cikluson keresztül képviselte az elnökségben a tervezőgrafikus szakosztályt. Az 1993-ban alakult Magyar Plakátért Alapítvány elnöke volt.
Számos előadást tartott a Magyar Hirdető, a Semmelweis Orvostudományi Egyetem, a Kereskedelmi Kamara, az Interpress Kiadó, a Művészeti Szakszervezetek Szövetségének felkérésére. Ezek témája a tervezőgrafika részletkérdéseit, a vizuális kommunikációt, a marketingtevékenységet, a vizuális- és környezetkultúrát, a képzőművészetet, a tárgyformálás esztétikáját – gazdasági összefüggésekkel együtt – foglalta magába. Az Országos Rádió és Televízió Testület külső, független szakértőjeként általános és konkrét elemzéseket készített a „Televíziózás hatása a művészeti, környezetesztétikai, látás és magatartáskultúrára” tárgykörben. Vizuális kommunikáció, látható reklám, képi üzenethordozók címmel jegyzetet írt a Külkereskedelmi Főiskola számára.
Miután a Képzőművészeti Főiskola oktatói felkérését többszörösen visszautasította, 1995-től vizuális kommunikáció és grafikai tervezés tárgyat tanított a Budapesti Műszaki Egyetem Építészmérnöki Karának Rajzi és Formaismereti Tanszékén, 2004-től mint címzetes egyetemi tanár. 2002-ben megjelent Vizuális kommunikáció c. tankönyve a Nemzeti Tankönyvkiadónál.
Művészi pályája elismeréseként 1996-ban elnyerte a Magyar Köztársasági Érdemrend kiskeresztjét. A Pesthidegkúti Városrészi Önkormányzat 2000-ben neki adományozta a Klebelsberg Kuno-díjat. A tervezőgrafikus szakma tisztelete jeléül a Magyar Grafikáért Gyűrűvel tüntette ki 2003-ban.
2012-ben jelent meg az általa szerkesztett Életműtöredék című album. Életműtöredék – Zene a szemnek címmel 2014-ben rendezett kiállítást a Klebelsberg Kultúrkúriában. Élete utolsó kiállítása tervezőgrafikusi munkásságát mutatta be, 2016 nyarán a Magyar Kereskedelmi és Vendéglátóipari Múzeumban.

## Díjak, elismerések
- Országos Mezőgazdasági Kiállítás és Vásár kiállítói díja (két alkalommal)
- Budapesti Nemzetközi Vásár díja
- Protenvita-díj: Magyarország,Bulgária
- Magyar Köztársasági Érdemrend kiskeresztje
- Klebersberg Kuno-díj
- Magyar Grafikáért Gyűrű

## Egyéni kiállítások
- 1976 Konstanzi Egyetem
- 1979 Pápa, Esterházy-kastély; Miskolci Galéria
- 1980-as évek Szekszárd
- 1980 Miskolc, Mini Galéria
- 1982 Pápa, ÁFÉSZ kultúrterme
- 1984 Balatongyörök, Klubkönyvtár
- 1985 Pápa, Jókai Mór Városi Könyvtár; Vonyarcvashegy
- 1986 Budapest, Poszterház
- 1990–1993 Tapolcai Galéria állandó kiállítása (Marton Lászlóval és Udvardi Erzsébettel)
- 1990-es évek második fele Érd, Termál Hotel Liget
- 1996 Budapest, Duna Galéria
- 1997 Kazincbarcika, Városi Kiállítóterem; Budapest, Gutenberg Galéria
- 1997–1998 Budapest, Pesthidegkút Alapítvány Rudnay Terme
- 1998 Dublin, Oscar Wilde House (Tar Józseffel)
- 1998–1999 Budapest, Magyar Állami Operaház, Vörös Szalon
- 2002 Budapest, Nemzeti Tankönyvkiadó; Győr, Hotel Kálvária
- 2003 Budapest, Vigadó Galéria; Gödöllői Királyi Kastély
- 2004 Nemesvita
- 2000-es évek második fele Budapest, Senectus Idősek Otthona
- 2006 Budapest, Pro-Top-Art Galéria
- 2008 Szeged, Kass Galéria
- 2010 Ráckeve, Keve Galéria
- 2012 Budapest, Semmelweis Szalon
- 2014 Budapest, Klebelsberg Kultúrkúria
- 2016 Budapest, Magyar Kereskedelmi és Vendéglátóipari Múzeum
- Posztumusz: 2022 Budapest, Klebelsberg Kultúrkúria

## Válogatott csoportos kiállítások
- Varsói Plakátbiennálé
- Brnói Plakátbiennálé
- Belgrádi Plakátbiennálé
- 1961 Miskolc, 1. Miskolci Országos Grafikai Biennálé
- 1965 Budapest, Műcsarnok, X. Magyar Képzőművészeti Kiállítás
- 1975 Budapest, Szépművészeti Múzeum, Jubileumi Plakátkiállítás
- 1978 Békéscsaba, Munkácsy Mihály Múzeum, Békéscsabai Alkalmazott Grafikai Biennálé Plakátkiállítás
- 1980 Békéscsaba, Munkácsy Mihály Múzeum, II. Békéscsabai Alkalmazott Grafikai Biennálé
- 1982 Sárospataki Képtár, Rákóczi Vár, Magyar Művészet a XX. század második felében, kiállítás
- 1986 Békéscsaba, A szín – V. Országos Alkalmazott Grafikai Biennálé
- 1987 Székesfehérvár, Csók István Képtár, 2. Cégipari Formatervezési Triennálé
- 1988 Budapest, Műcsarnok, A Magyar Képzőművészek és Iparművészek Szövetségének Tavaszi Tárlata
- 1989 Miskolc, Országos Grafikai Biennálé 1961–1989
- 1990 Békéscsaba, Munkácsy Mihály Múzeum, Fény – VII. Országos Alkalmazott Grafikai Biennálé
- 1994 Békéscsaba, Munkácsy Mihály Múzeum, Jel – IX. Országos Tervező Grafikai Biennálé; Budapest, Közlekedési Múzeum–Petőfi Csarnok, Tavaszi Tárlat
- 1995 Székesfehérvár, Szent Korona Galéria, Plakát Parnasszus, kiállítás
- 1996 Békéscsaba, Munkácsy Mihály Múzeum, X. Országos Tervező Grafikai Biennálé
- 2002 Békéscsaba, Munkácsy Mihály Múzeum, XIII. Országos Tervező Grafikai Biennálé